# NGC 4865
NGC 4865 este o galaxie eliptică situată în constelația Părul Berenicei. A fost descoperită în 22 aprilie 1865 de către Heinrich Louis d'Arrest. Se află la o distanță de 68 de megaparseci de Pământ.